# Општина Вукосавље
Општина Вукосавље је општина у Републици Српској, БиХ. Сједиште општине се налази у насељу Вукосавље. На попису становништва 2013. године Општина Вукосавље је имала 4.363 становника према подацима Републичког завода за статистику, а према подацима Агенције за статистику Босне и Херцеговине 4.667.

## Географија
Општина Вукосавље се граничи на југу са општином Модрича, на западу са општином Брод, на истоку и сјеверу са општином Оџак која се налази у Федерацији Босне и Херцеговине и на југоистоку са општином Шамац.

## Насељена мјеста
У општини се налази 13 насељених места са укупном површином од 86.833.521 ари, или 86,83 km². То су: Ада*, Врбовац*, Вукосавље, Гнионица, Јакеш, Језеро*, Јошавица, Калуђер, Модрички Луг, Ново Село*, Пећник, Поточани*, Срнава.

## Настанак општине
Општина Вукосавље је настала од дијела територије пријератне општине Оџак који је припао Републици Српској и дијела територије пријератне општине Модрича. Територија данашњих насељених мјеста: Ада, Врбовац, Гнионица, Језеро, Јошавица, Ново Село, Поточани и Срнава припадала је општини Оџак, а територија данашњих насељених мјеста Вукосавље, Јакеш, Калуђер, Модрички Луг и Пећник припадала је општини Модрича.
Три пријератна насељена мјеста општине Оџак: Гнионица, Јошавица и Срнава у цјелини су ушла у састав општине Вукосавље, док су пријератна насељена мјеста општине Оџак: Врбовац, Поточани, Оџак, Ада и Ново Село подијељена међуентитетском линијом разграничења. Дио пријератног насељеног мјеста Оџак који је припао Републици Српској и општини Вукосавље данас чини насељено мјесто Језеро.
Два насељена мјеста која су припадала општини Модрича: Пећник и Модрички Луг у цјелини су ушла у састав општине Вукосавље, као и већи дио насељеног мјеста Јакеш. Од дијела насељеног мјеста Пећник формирано је насељено мјесто Калуђер, а од дијела насељеног мјеста Јакеш формирано је насељено мјесто Вукосавље, у којем се налази сједиште општине.

## Политичко уређење

### Општинска администрација
Начелник општине представља и заступа општину и врши извршну функцију у Вукосављу. Избор начелника се врши у складу са изборним Законом Републике Српске и изборним Законом БиХ. Општинску администрацију поред начелника, чини и скупштина општине. Институционални центар општине Вукосавље је насеље Вукосавље, гдје су смјештени сви општински органи.
Начелник општине Вукосавље је Зекеријах Бахић испред Социјалдемократске партије, који је на ту функцију ступио након локалних избора у Босни и Херцеговини 2024. године. Састав скупштине општине Вукпсавље је приказан у табели.

## Демографија
Према подацима пописа становништва 1991. године на простору данашње општине Вукосавље је живело 7.999 становника (2.933 из дела општине Оџак и 5.066 из дела општине Модрича), од тог броја Хрвата је било највише 3.440 или 43,01%, затим Муслимана је било само у 2 села из општине Модрича која су придодата општини Вукосавље: Брезик (Модрички Луг) и Вукосавље (Јакеш), и то у укупном броју од 2.861 лица или 35,77%, Срба је било 1.332 или 16,65%, Југословена је било 178 или 2,23% док је неизјашњених, неопредељених, осталих и лица непознате народности било 188 или 2,35%.
На попису становништва после рата 1996. године регистрован је свега 1.761 становник у општини.
|             | 2013.          | 1991.           |
| Укупно      | 4 667 (100,0%) | 14 394 (100,0%) |
| Бошњаци     | 2 180 (46,71%) | 2 860 (19,87%)1 |
| Срби        | 1 516 (32,48%) | 1 748 (12,14%)  |
| Хрвати      | 776 (16,63%)   | 9 342 (64,90%)  |
| Роми        | 139 (2,978%)   | –               |
| Неизјашњени | 32 (0,686%)    | –               |
| Непознато   | 14 (0,300%)    | –               |
| Остали      | 4 (0,086%)     | 444 (3,085%)    |
| Муслимани   | 3 (0,064%)     | –               |
| Југословени | 1 (0,021%)     | –               |
| Македонци   | 1 (0,021%)     | –               |
| Босанци     | 1 (0,021%)     | –               |

1. 1 На пописима од 1971. до 1991. Бошњаци су пописивани углавном као Муслимани.